# Pedro Luro (Argentina)
Pedro Luro es una ciudad del partido de Villarino, en el extremo sudoeste de la provincia de Buenos Aires, Argentina; a orillas del río Colorado.
En el último censo 2024 se registró aproximadamente un crecimiento del 21% frente a los 17.850 que contaba la localidad, en la que ahora cuenta con 21.600 debido a los buenos años en la producción en la cebolla esta localidad ofrece futuro y trabajo.

## Historia

### Fortín Colorado
Durante la primera Campaña al Desierto, el 12 de mayo de 1833, Juan Manuel de Rosas formó un campamento —a 3 km al este del futuro y actual Fortín Mercedes— y lo trasladó el día 19, a unos 20 km río abajo, en pos de formar una vigilancia con una guarnición de 50 hombres en las cercanías de Médano Redondo (colina "Clemente López") adonde se dejaría un mástil con la bandera de la Confederación Argentina, sobre la orilla septentrional del río Colorado —30 kilómetros al sur de la actual Pedro Luro— y a 20 millas de la desembocadura del mismo río, a la que llamaron "Fortín Colorado".
En 1850 el río Colorado desvió su cauce, al sur quedó este fortín que siguió funcionando mientras duró el gobierno rosista pero al ser derrocado el 3 de febrero de 1852, fue abandonado, manteniéndose en pie hasta que volvieran a ocuparlo. Esto ocurrió en 1856, cuando llegó una nueva guarnición cuyo jefe del fortín sería José Castiglione. Este último, el 20 de noviembre, dispuso que los “chasquis” y pasajeros se anunciaran colocando un pañuelo blanco o poncho en el asta de Médano Redondo y que deberían esperar que el fortín enarbolara la bandera patria en señal de que habían sido vistos.
Dos años después, el fortín Colorado sería trasladado a otro emplazamiento que diecisiete años después cambiaría su nombre.

### Fortín Mercedes
Por mandato del Estado de Buenos Aires en 1858, el fortín Colorado —símbolo del rosismo— debió ser trasladado, a causa de una inundación, hasta el lugar cercano al actual pueblo de Pedro Luro al que renombrarían como "Fortín Mercedes" recién en 1875.

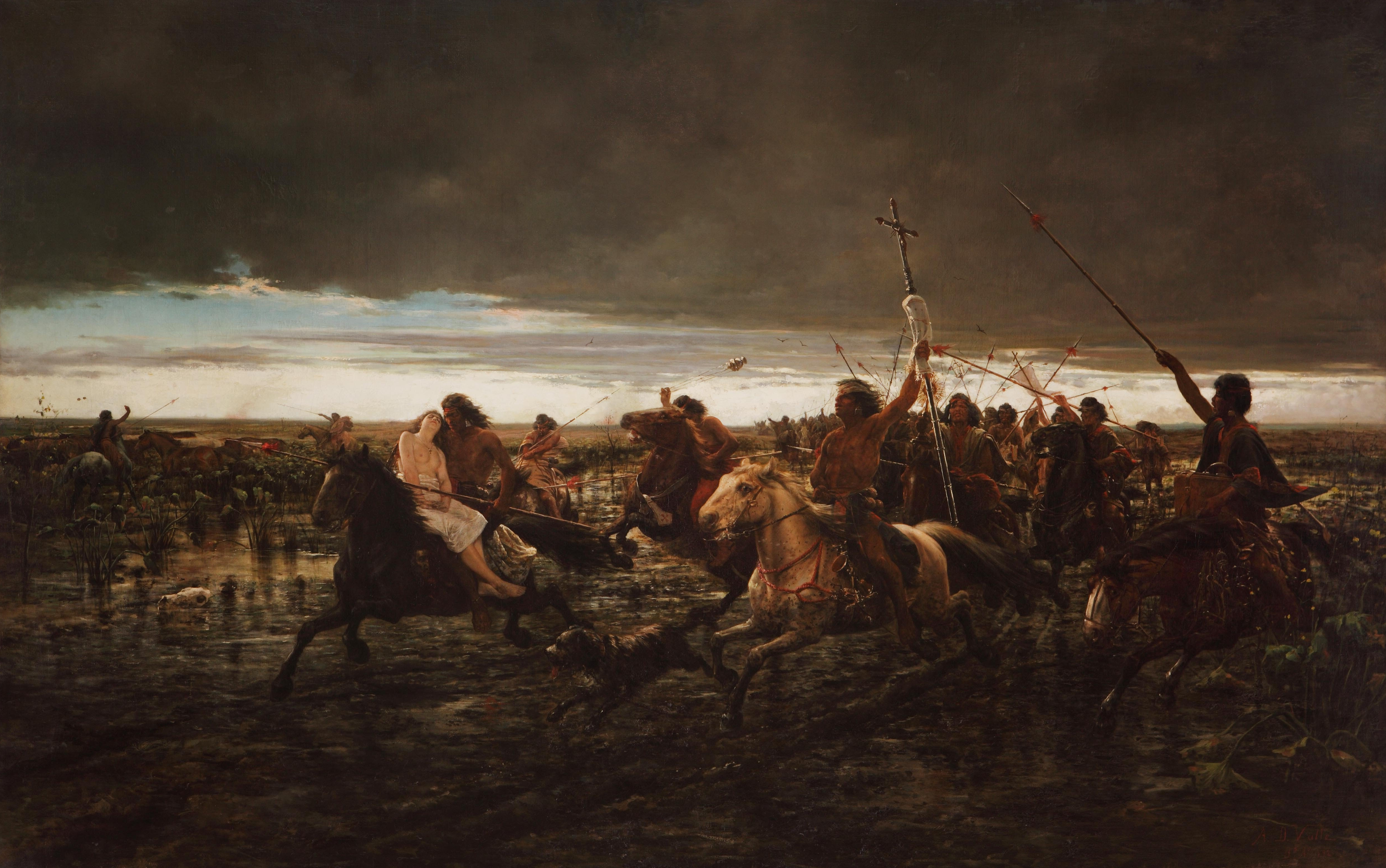
La vuelta del malón, Ángel Della Valle.

En 1861 y 1862, el vasco-francés Pedro Luro y el estadounidense José Arnold comenzarían a hacer historia al empezar su aventura colonizadora allí, iniciada en la cercana Península Verde, que en algunas épocas del año se convierte en isla, y luego, Luro pasaría a las márgenes del río Colorado, cuando en 1863 obtuviera la concesión de 375.000 ha para destinarlas a la cría de ganado y que comprará al ser puestas a la venta por el gobierno nacional.
Esto último fue posible gracias a la alianza alcanzada en 1869 por el gobierno argentino, representado por el comandante Luis Piedrabuena, y los seis principales caciques tehuelches no araucanizados del centro y sur de la Patagonia oriental, liderados por el mayor cacique patagónico Casimiro Biguá, adoptando de esta manera la soberanía y la bandera de la Argentina como propia. En octubre del año siguiente, Biguá y su gente evitarían un malón organizado por el mapuche Calfucurá a Carmen de Patagones y a las colonias galesas del valle inferior del río Chubut y del golfo Nuevo, aunque no así el de Bahía Blanca en donde terminaron asesinando medio centenar de criollos, secuestrando numerosas cautivas y robando ochenta mil cabezas de ganado.
Mientras tanto, continuaban los conflictos con los pueblos indígenas, hasta que en 1879, Julio A. Roca comenzó la segunda Campaña al Desierto con la misión de terminar con los malones mapuches y tribus afines araucanizadas, y presuntamente convertir estas tierras en emporios de riquezas y pueblos florecientes.

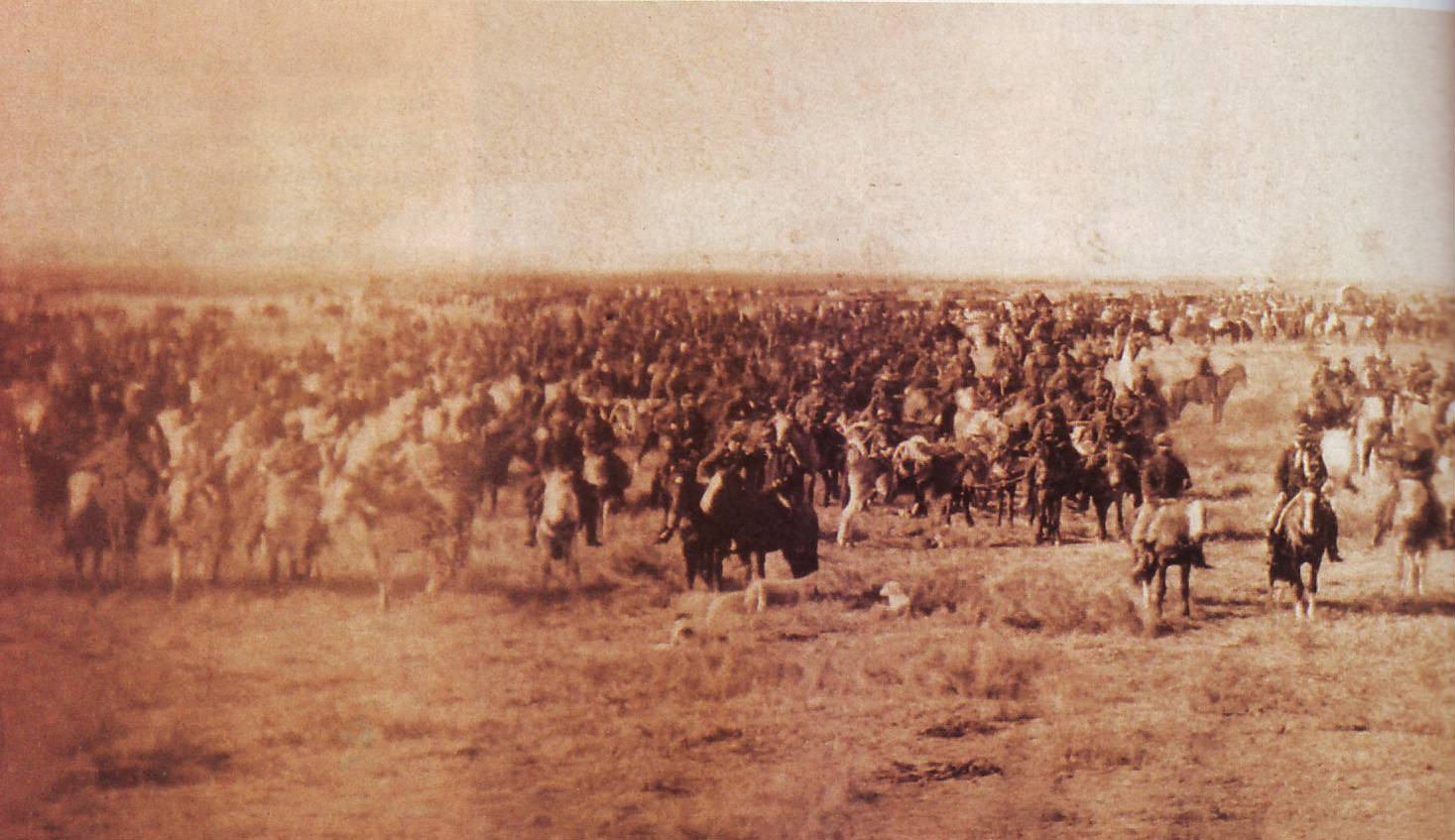
Fotografía de 1879 del Ejército Argentino, en la ribera del río Negro (tomada por Antonio Pozzo).

### Establecimientos rurales
Dado el éxito de la denominada Conquista del Desierto, en 1883 comenzaron a llegar avances para la futura población. En Fortín Mercedes, se instaló el telégrafo y luego el correo. Más tarde, en 1887 llegarían los misioneros salesianos a la zona con el evangelio y la educación.
En 1895, el sacerdote Pedro Bonacina fundó el primer colegio entre Bahía Blanca y Carmen de Patagones. Este colegio no solo educaba sino que también era hospital, hogar de huérfanos y ancianos, y centro de reunión de los habitantes de la zona rural.
La llegada del ferrocarril, en 1912, posibilitó el transporte de pasajeros y de ganado en pie, lanas, trigo, cueros, leña, etcétera. El ingeniero José Urgoiti, le habría comentado a Carlos Luro que desaprovechar tanta agua del Colorado hacia el mar y no usarla para el riego de los campos era un derroche. Fue así como este último le encargó un proyecto de riego en la "estancia La Elena". Por su parte, los hermanos Adolfo y Rufino Luro donaron los terrenos para levantar la estación y un futuro pueblo que llevaría el nombre de su padre, Pedro Luro.

### Fundación del pueblo
El 20 de noviembre de 1913, el ejecutivo provincial aprobó los planos y se tomó esta fecha como la fundación oficial de la localidad, la cual fue poblada por personas de diversos orígenes como ser: vasco-franceses, yugoslavos, alemanes del Volga, húngaros, italianos, españoles, checoslovacos, sirios, y libaneses, entre otros
En 1914 se levantó la primera cosecha bajo riego, de 170.000 kg de semilla de alfalfa e inmensa cantidad de fardos de pasto.

## Geografía

### Distancias de ciudades importantes
Pedro Luro se encuentra a 120 km del puerto de Bahía Blanca, y a 808 km de la Ciudad de Buenos Aires, capital de la República.

### Lugares de interés turístico

#### Tumba del beato Ceferino Namuncurá y breve historia
En marzo de 1905, la tuberculosis había vuelto a afectar a Ceferino Namuncurá, internándose en el hospital de los Hermanos de San Juan de Dios, donde fue atendido por el doctor José Lapponi (médico de los papas León XIII y Pío X), falleciendo el 11 de mayo, a los 18 años, acompañado por monseñor Cagliero. Al día siguiente fue enterrado en el cementerio popular de Roma (en Campoverano), con la presencia de algunos salesianos. 
En 1924, los restos de Ceferino Namuncurá fueron repatriados por orden del presidente argentino Marcelo T. de Alvear y llevados a la capilla reconstruida del antiguo "Fortín Mercedes".
En 1930, el sacerdote Luis J. Pedemonte comenzó a propagar las virtudes y la devoción al "indiecito santo" con lo cual recogió y publicó testimonios de agradecimientos recibidos por aquellos que le rezaban y lo conocieron. También publicó las cartas de Ceferino, documentos que sirvieron para conocer el espíritu de este joven mapuche.
El 2 de mayo de 1944, se inicia la causa de beatificación y el 3 de marzo de 1957 el papa Pío XII aprobó la introducción de la causa. Quince años más tarde, el 22 de junio de 1972, el papa Pablo VI lo declaró venerable, transformándose en el primer argentino que llegó a esa altura de santidad.
La devoción popular a Ceferino Namuncurá se fue difundiendo desde mediados del siglo XX por toda la República Argentina. Es así que a finales de la década del 60, ya era muy común encontrar estampitas dedicadas a San Ceferino en plena ciudad de Buenos Aires.
En 1992 sus restos fueron trasladados a una sala contigua del Santuario de María Auxiliadora de "Fortín Mercedes", por razones de mayor seguridad.
Una junta médica del Vaticano consideró que la curación de Valeria Herrera, una joven madre de Córdoba, Argentina, de 24 años en el año 2000 y afectada por cáncer de útero, fue un milagro por la intercesión de Namuncurá, y además la mujer llegó a poder concebir con posterioridad, siendo el antecedente que se tuvo en cuenta para su futura beatificación.
El 7 de julio de 2007, el papa Benedicto XVI firmó el decreto que declaraba a Namuncurá como beato. El pontífice recibió al cardenal José Saraiva Martins, el por entonces prefecto de la Congregación para la Causa de los Santos, y autorizó a la Congregación a promulgar una serie de decretos, entre los cuales el que declara beato al "siervo de Dios Ceferino Namuncurá".
El 11 de noviembre, el enviado papal, cardenal Tarcisio Bertone, proclamó beato a Namuncurá, ante más de cien mil personas, en una ceremonia de beatificación en Chimpay, Provincia de Río Negro, ciudad natal del joven salesiano. La fiesta religiosa se fijó para el 26 de agosto, fecha de su nacimiento.
El 4 de marzo de 2008, algunos vecinos de la localidad de El Trébol, Provincia de Santa Fe, aseguraron haber visto en un fresno una imagen de Namuncurá. Por iniciativa municipal se cercó el lugar y se erigió un improvisado "altar" en homenaje al beato.
El 12 de agosto de 2009, sus familiares trasladaron sus cenizas a la Comunidad de San Ignacio, en el Departamento Huiliches, a 60 km de Junín de los Andes, Provincia de Neuquén, bajo el rito de la religión mapuche.

#### Río Colorado
El río Colorado pasa a 2 km de las localidades, dividiéndola con el partido de Patagones. El paso de este río es fundamental para la economía de la región, ya que irriga la zona sur de Villarino y la zona norte de Patagones. En verano se utiliza como balneario, ya que su caudal se ve disminuido por el uso masivo para el riego. [cita requerida]

#### Paseo de la Chimenea
Antigua "Procesadora de Tomates Tiber", reinaugurada en el año 2000.

#### LagoParque"La salada"
Es un lago con atracción turística a pocos kilometros de la localidad, se accede a el por un camino rural que tambien une la localidad con Hilario Ascasubi, existen muchas actividades para realizar en el, por ejemplo: pesca, deportes acuáticos, camping, discotecas, alquiler de cabañas, etc.

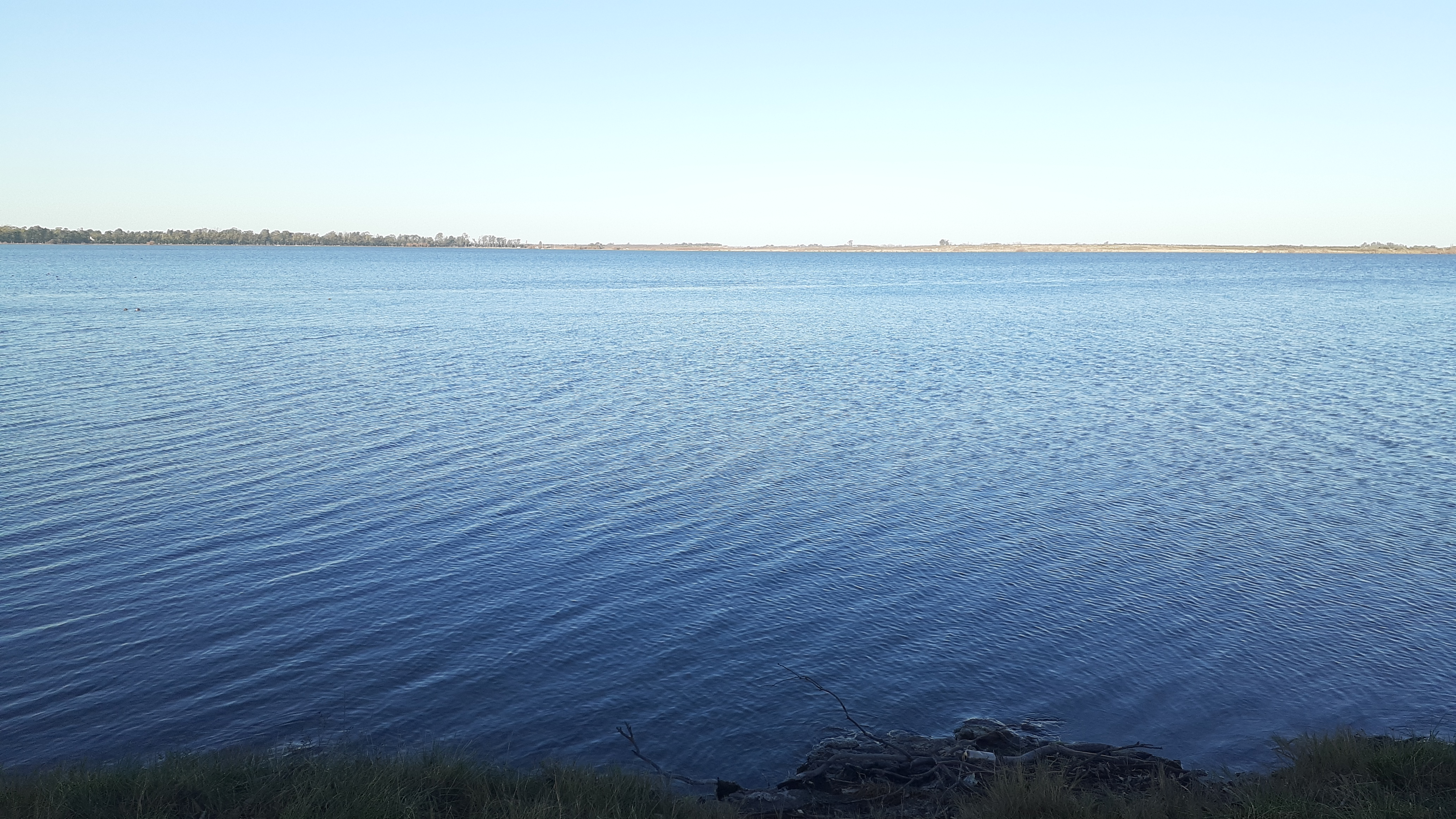

## Población
Cuenta con 9,494 habitantes (Indec, 2010), lo que representa un fuerte incremento poblacional del 43% frente a los 6,626 habitantes (Indec, 2001) del censo anterior.
| Gráfica de evolución demográfica de Pedro Luro entre 1960 y 2010 |
|                                                                  |
| Fuentes: INDEC                                                   |

## Capacitación y estudio
Tiene servicios educativos inicial, medio, terciario no universitario y universitario.

## Instituto Nacional de Tecnología Agropecuaria
El área geográfica de la Estación Experimental Agropecuaria INTA Hilario Ascasubi comprende a los Partidos de Villarino y Patagones, ambos en el extremo sur de la Provincia para las actividades de la Unidad.

## Zona desfavorable
Existe despoblamiento y gran similitud de características a la región patagónica, con sus grandes extensiones, enormes distancias entre una localidad a otra, además de la rigurosidad del clima, en especial durante otoño e invierno. 
Pedro Luro se ajusta a esta descripción, las características son las mismas que en Patagones, donde los empleados públicos cobran un adicional por "zona desfavorable". 
Esta ciudad no cuenta con esos beneficios ya que se encuentra sobre la costa norte del río Colorado y la Patagonia comienza en la costa sur, influyendo en forma negativa sobre el desarrollo económico zonal.

## Religión
Parroquias de la Iglesia católica en Pedro Luro:
| Arquidiócesis | Bahía Blanca      |
| ------------- | ----------------- |
| Parroquia     | María Auxiliadora |